# Neva Leoni
Pour les articles homonymes, voir Leoni.
Neva Leoni, née le 2 septembre 1992 à Rome dans la région du Latium en Italie, est une actrice italienne.

## Biographie
Adolescente, elle obtient plusieurs rôles secondaires au cinéma et à la télévision, participant notamment à la comédie Genitori & figli - Agitare bene prima dell'uso de Giovanni Veronesi. Elle choisit ensuite de terminer ses études avant de reprendre sa carrière d'actrice. En 2014, elle joue aux côtés de Stephen Baldwin, Danny Glover, Daryl Hannah et Michael Madsen dans le film de science-fiction 2047: The Final War (2047 - Sights of Death) d'Alessandro Capone. Elle participe également à la troisième et à la quatrième saison de la série télévisée Che Dio ci aiuti.
En 2015, elle tient l'un des principaux rôles du drame fantastique The Answer, la risposta sei tu de Ludovico Fremont et participe à cinq épisodes de la série télévisée Solo per amore. L'année suivante, elle joue le rôle d'une adolescente en voyage à Miami dans la comédie Miami Beach de Carlo Vanzina.

## Filmographie

### Au cinéma
- 2006 : Italian Dream de Sandro Baldoni
- 2009 : Genitori & figli - Agitare bene prima dell'uso de Giovanni Veronesi
- 2013 : C'est la faute de Freud (Tutta colpa di Freud) de Paolo Genovese
- 2014 : J'arrête quand je veux (Smetto quando voglio) de Sydney Sibilia (it)
- 2014 : 2047: The Final War (2047 - Sights of Death) d'Alessandro Capone
- 2015 : The Answer, la risposta sei tu de Ludovico Fremont
- 2016 : Miami Beach de Carlo Vanzina

### À la télévision

#### Séries télévisées
- 2009 : Les Spécialistes : Rome (R.I.S. Roma - Delitti imperfetti), un épisode
- 2014 : Che Dio ci aiuti
- 2015 : Solo per amore, cinq épisodes
- 2015 : Questo è il mio paese, un épisode
- 2017 : Questo nostro amore, deux épisodes
- 2018-2019 : Il paradiso delle signore